# Station Ker Lann
Station Ker Lann is een spoorweghalte in de Franse gemeente Bruz. Zij wordt bediend door treinen van het netwerk TER Bretagne op de trajecten Rennes - Messac-Guipry en Rennes - Redon.